# Jobe Bellingham
Jobe Bellingham (Stourbridge, 23 september 2005) is een Engels voetballer die doorgaans als centrale middenvelder speelt. Hij verruilde Sunderland in juli 2025 voor Borussia Dortmund.

## Clubcarrière
Bellingham genoot zijn jeugdopleiding bij Birmingham City. Op 10 augustus 2021 werd hij op vijftienjarige leeftijd op het eerst opgenomen in de wedstrijselectie van het eerste elftal voor een officiële wedstrijd, maar trainer Lee Bowyer zette hem uiteindelijk niet in voor de League Cup-wedstrijd tegen Colchester United. Bellingham maakte zijn officiële debuut uiteindelijk op 8 januari 2022 in de FA Cup-wedstrijd tegen Plymouth Argyle, die Birmingham na verlengingen verloor. Bij zijn debuut werd Bellingham, die in de 70e minuut Jordan James kwam vervangen, met zijn 16 jaar en 107 dagen de tweede jongste debutant ooit bij Birmingham, na zijn broer Jude (16 jaar en 38 dagen in 2019). Bellingham mocht dat seizoen ook tweemaal invallen in de Championship.
In juli 2022 werd aangekondigd dat Bellingham een profcontract zou ondertekenen op z'n zeventiende verjaardag in september 2022, wat ook effectief gebeurde. Onder trainner John Eustace mocht hij in het seizoen 2022/23 geregeld invallen in het eerste elftal, vaak wel maar heel kort. Op 11 november 2022 kreeg hij op bezoek bij Sunderland z'n eerste basisplaats in de Championship, nadat hij op 9 augustus van dat jaar al eens had mogen starten tegen Norwich City in de League Cup. Kort na de jaarwisseling viel Bellingham met een buikspierblessure die hem twee maanden aan de kant hield. De Engelsman klokte in het seizoen 2022/23 af op 23 officiële wedstrijden voor het eerste elftal van Birmingham City, waarvan weliswaar slechts zes als basisspeler.
Bellingham kon na zijn eerste volledige seizoen met het eerste elftal van Birmingham City rekenen op interesse van verschillende clubs. Toen hij op 13 mei 2023 de play-offwedstrijd tussen Sunderland en Luton Town bijwoonde, zwollen de geruchten aan dat hij naar Sunderland zou verhuizen. In juni 2023 ondertekende Bellingham effectief een contract bij The Black Cats.

## Clubstatistieken
| Seizoen         | Club              | Competitie      | Competitie | Competitie | Beker | Beker | Supercup | Supercup | Europees | Europees | Totaal | Totaal |
| Seizoen         | Club              | Competitie      | Wed.       | Dlp.       | Wed.  | Dlp.  | Wed.     | Dlp.     | Wed.     | Dlp.     | Wed.   | Dlp.   |
| --------------- | ----------------- | --------------- | ---------- | ---------- | ----- | ----- | -------- | -------- | -------- | -------- | ------ | ------ |
| 2021/22         | Birmingham City   | Championship    | 2          | 0          | 1     | 0     | —        | —        | —        | —        | 3      | 0      |
| 2022/23         | Birmingham City   | Championship    | 22         | 0          | 1     | 0     | —        | —        | —        | —        | 23     | 0      |
| 2023/24         | Sunderland        | Championship    | 45         | 7          | 2     | 0     | —        | —        | —        | —        | 47     | 7      |
| 2025/26         | Borussia Dortmund | Bundesliga      | 0          | 0          | 0     | 0     | —        | —        | 0        | 0        | 0      | 0      |
| Carrière totaal | Carrière totaal   | Carrière totaal | 69         | 7          | 4     | 0     | 0        | 0        | 0        | 0        | 73     | 7      |

Bijgewerkt op 24 juni 2024.

## Privé
- Hij is de jongere broer van Jude Bellingham, die net als hijzelf zijn profdebuut maakte in het shirt van Birmingham City.
- Zijn vader Mark scoorde als amateurvoetballer meer dan 700 goals.[11][12]